# 黒竜江省 (中華民国)
黒竜江省（こくりゅうこうしょう）は、かつて中華民国に存在した省。

## 地理
民初は清代の黒竜江省とほぼ同一であり、東清鉄道沿線の幅60キロメートルの地域に対する東省特別行政区を除く管轄地域であった。
1945年（民国34年）8月の日本の敗戦と満洲国の崩壊により行政権を回復した中華民国は、民初の黒竜江省域に黒竜江省、嫩江省、興安省及び合江省を設置し、その行政管轄範囲は大幅に縮小している。
戦後の黒竜江省では、東は合江省、西は興安省、南は嫩江省と接し、北はソビエト連邦と国境を接していた。

## 歴代省長
| 代 | 氏名   | 就任日     | 退任日 |
| -- | ------ | ---------- | ------ |
| 1  | 宋小濂 | 1912年3月  | -      |
| 2  | 畢桂芳 | 1913年7月  | -      |
| 3  | 朱慶瀾 | 1914年10月 | -      |
| 4  | 畢桂芳 | 1916年5月  | -      |
| 5  | 許蘭洲 | 1917年6月  | -      |
| 6  | 鮑貴卿 | 1917年7月  | -      |
| 7  | 孫烈臣 | 1917年7月  | -      |
| 8  | 呉俊陞 | 1921年3月  | -      |
| 9  | 万福麟 | 1928年6月  | -      |
| 10 | 常蔭槐 | 1928年7月  | -      |
| 11 | 万福麟 | 1929年2月  | -      |
| 12 | 馬占山 | 1931年11月 | -      |
| 13 | 韓駿傑 | 1945年9月  | -      |

## 行政沿革

### 戦前
中華民国建国当初は清朝の支配下に置かれていた。1912年（民国元年）3月15日、東三省総督を廃止、黒竜江巡撫を黒竜江都督とすると共に民政長官として民政使を設置した。1913年（民国2年）1月、民政使は民政長に、1914年（民国3年）5月には按巡使、1916年（民国5年）7月に省長と改められている。
1928年（民国17年）12月31日、張学良の易幟により国民政府による統治が開始されると、黒竜江省政府の組織を命じている。

### 戦後
1945年（民国34年）、日本の敗戦と満洲国の崩壊により中華民国が行政権を回復した。中華民国は戦前の行政組織を復活させずに、東北を9省に分割することを決定、旧黒竜江省地域に黒竜江省、嫩江省、興安省及び合江省（一部）を設置した。

## 行政区画

### 省会
省会は1931年（民国20年）の満洲事変以前は斉斉哈爾に設置された。1945年（民国34年）以降は北安市に設置されている。

### 道制
清末の黒竜江省には興東道、呼倫道、璦琿道の3道が設置されていた。1912年（民国元年）6月、東三省都督の趙爾巽は省財政緊迫を理由に興東、呼倫の2道を廃止、璦琿道を黒河道と改変することを内務部に奏上、1913年（民国2年）1月に黒河観察使が設置された。1914年（民国3年）5月、北京政府は竜江道、綏蘭道、黒河道の3道を設置している。1925年（民国14年）3月2日、呼倫貝爾善後督弁公署を廃止し呼倫道を設置している。1929年（民国18年）2月に道制は廃止されている。
- 竜江道
- 綏蘭道
- 黒河道
- 呼倫道

### 県級行政区画

#### 戦前
満洲国成立直前の管轄行政区画は下記の43県10設治局。（50音順）
- 県
  - 安達県
  - 璦琿県
  - 依安県
  - 烏雲県
  - 鴎浦県
  - 海倫県
  - 雅魯県
  - 奇乾県
  - 奇克県
  - 慶城県:旧称は余慶県。1914年1月改称。
  - 肇東県:1912年11月、五城設治局として設置。翌年10月に肇東設治局と改称。同年12月に県制施行。
  - 景星県
  - 克山県:1915年5月、訥河県三站地方に克山設治局を設置。同年8月に県制施行。
  - 呼瑪県
  - 呼蘭県
  - 綏棱県:1915年5月に綏楞設治局として成立。1917年5月に綏楞県に改変。1921年6月改称。
  - 呼倫県
  - 綏化県
  - 綏浜県
  - 室韋県
  - 青岡県
  - 遜河県
  - 泰来県
  - 大賚県
  - 肇州県
  - 通河県:旧称は大通県。1914年1月改称。
  - 通北県
  - 湯原県
  - 訥河県
  - 嫩江県
  - 拝泉県
  - 漠河県
  - 巴彦県
  - 仏山県
  - 望奎県:海倫県望奎鎮に望奎設治局を設置。1918年2月に県制施行。
  - 木蘭県
  - 明水県
  - 蘿北県
  - 蘭西県
  - 竜江県
  - 竜鎮県:1913年10月、海倫県竜門、安古、烏魚地方に竜門鎮設治局を設置。1917年6月に竜門県と改称。同年改称。
  - 林甸県
  - 臚浜県
- 設治局
  - 甘南設治局
  - 克東設治局
  - 索倫山設治局
  - 泰康設治局
  - 鉄驪設治局
  - 東興設治局
  - 徳都設治局
  - 布西設治局
  - 富裕設治局
  - 鳳山設治局

#### 戦後
中華人民共和国成立直前の管轄行政区画は下記の1市25県1旗。（50音順）
- 市
  - 北安市
- 県
  - 璦琿県
  - 依安県
  - 烏雲県
  - 鴎浦県
  - 海倫県
  - 奇克県
  - 慶城県
  - 克山県
  - 克東県
  - 呼瑪県
  - 綏化県
  - 綏楞県
  - 遜河県
  - 孫呉県
  - 通化県
  - 鉄驪県
  - 徳都県
  - 訥河県
  - 嫩江県
  - 拝泉県
  - 漠河県
  - 仏山県
  - 望奎県
  - 明水県
  - 竜鎮県
- 旗
  - 伊克明安旗